# Marpissa tigrina
Marpissa tigrina là một loài nhện trong họ Salticidae.
Loài này thuộc chi Marpissa. Marpissa tigrina được Benoy Krishna Tikader miêu tả năm 1965.